# 樋口聡
樋口 聡（ひぐち さとし、1955年10月5日 - ）は、日本の美学、教育学の研究者。広島大学名誉教授。専門は、身心文化論（Philosophy and Aesthetics of Body, Mind and Culture)。

## 略歴
福島県大沼群会津美里町（旧高田町）生まれ。1971年（昭和46年）4月に福島県立会津高等学校理数科に入学。東京教育大学出身の保健体育科教諭、国井直英に誘われ、陸上競技に打ち込む。国井との出会いは、その後の樋口の人生に大きな影響を与えた。
1974年（昭和49年）、筑波大学体育専門学群に一期生として入学。3000ｍ障害で、関東インカレ、日本インカレ等に出場。大学1年、2年、4年時には、箱根駅伝に出場（6区、2区、6区）。1977年、78年、福島県代表として国民体育大会の3000ｍ障害に出場。1983年（昭和58年）筑波大学大学院博士課程体育科学研究科修了。学位論文「スポーツの美の哲学的考察」で教育学博士を取得。
広島大学教育学部助手、アメリカ合衆国テネシー州立大学ノックスビル校客員研究員、広島大学教育学部講師、助教授を経て、2003年（平成15年）広島大学大学院教授（学習開発学講座）。2021年（令和3年）定年退職。

## 著書

### 美学（スポーツ美学、スポーツ哲学含む）
単著および単著に近いもののみを挙げている。論文集の一つの章を執筆して単行本として出版されたものなどを数えれば、このほかに17冊ある。
1. 『スポーツの美学―スポーツの美の哲学的探究－』不昧堂、1987年。（単著）（この著作には韓国語訳がある。金昌龍・李光子訳『스포츠 미학』21세기교육사、1999年。）
2. 『遊戯する身体―スポーツ美・批評の諸問題－』大学教育出版、1994年。（単著）
3. 『身体感性と文化の哲学―人間・運動・世界制作－』勁草書房、2019年。（編著）
4. Somaesthetics and the Philosophy of Culture: Projects in Japan, Abingdon and New York: Routledge, 2021.（単著＝monographであるが、べ・ジユン、松田太希、永田祥子、須谷弥生が第7章から第10章までの一章ずつを執筆している。）

#### 訳本
1. シュスターマン（樋口聡・青木孝夫・丸山恭司訳）『プラグマティズムと哲学の実践』世織書房、2012年。

### 教育学（体育哲学含む）
単著および単著に近いもののみを挙げている。論文集の一つの章を執筆して単行本として出版されたものなどを数えれば、このほかに15冊ある。
1. 『身体教育の思想』勁草書房、2005年。（単著）
2. 『教育の思想と原理－良き教師を目指すために学ぶ重要なことがら－』協同出版、2012年。（共著）（共著者：山内規嗣）
3. 『教育における身体知研究序説』創文企画、2017年。（編著。他の執筆者は王水泉、釜崎太。）（この書物は王水泉によって中国語に翻訳される予定である。）

## 論文

### 美学（スポーツ美学、スポーツ哲学含む）
1. 「体育・スポーツ美学研究のための導入」『体育・スポーツ哲学研究』1979年、31-40頁。
2. 「スポーツの美の価値内容としての生命力と人格性」『体育・スポーツ哲学研究』1983年、89-96頁。
3. 「スポーツの美の哲学的考察」（筑波大学博士論文）1983年。
4. 「運動の経過」「運動の美的価値」体育原理専門分科会（編）『運動の概念』不昧堂、1984年、155-167、205-212頁。
5. 「「体育」における美学的問題の意義」『広島大学教育学部紀要』第33号、1985年、167-177頁。［広島大学図書館HP学術情報リポジトリ］
6. 「芸術によるスポーツの描写について－スポーツ芸術の意義－」『広島体育学研究』第11巻、1985年、15-22頁。
7. 「うごきの質・かたちの美－スポーツ美学からの断章－」『体育の科学』第35巻第11号、1985年、819-822頁。
8. 「健康への疑問－体育、スポーツ、健康の関係の考察―」『広島大学教育学部紀要』第34号、1986年、175-185頁。［広島大学図書館HP学術情報リポジトリ］［『遊戯する身体』に所収］
9. 「スポーツ美」中村敏雄・高橋健夫（編）『体育原理講義』大修館書店、1987年、219-223頁。
10. “The Aesthetic Studies of Sport in Japan” The Proceedings of the PSSS Conference, 1987, pp.187-191.
11. 「スポーツは芸術か？―ワーツ‐ベスト論争―」『体育・スポーツ哲学研究』第11巻第1号、1989年、27-39頁。［『遊戯する身体』に所収］
12. “Problem Areas of the Aesthetics of Sport: An Introduction to the Aesthetics of Sport and a Survey of Literature” 『広島大学教育学部紀要』第38号、1990年、139-149頁［広島大学図書館HP学術情報リポジトリ］
13. 「スポーツをめぐる美学的諸問題」『藝術研究』第3号、1990年、21-31頁。［広島大学図書館HP学術情報リポジトリ］［『遊戯する身体』に所収］
14. “Liveliness and Personality: The Content of the Aesthetic Object in Sport” Andre, J. and James, D.N. (Eds.) Rethinking College Athletics, Philadelphia: Temple University Press, 1991, pp.103-108.
15. “Heidegger's Concept of Authenticity and Sport Experience” 『広島大学教育学部紀要』第39号、1991年、131-137頁。［広島大学図書館HP学術情報リポジトリ］
16. 「スポーツ美学への誘い」『体育科教育』第39巻第1号、1991年、21-23頁。（劉新華による中国語訳あり）
17. 「スポーツと労働をめぐる遊戯論的考察－リガウアとグートマンを越えて－」『広島大学教育学部紀要』第41号、1993年、167-176頁。［広島大学図書館HP学術情報リポジトリ］［『遊戯する身体』に所収］
18. 「芸術からスポーツへ―美学の拡張の試み－」『藝術研究』第6号、1993年、33-48頁。［広島大学図書館 HP学術情報リポジトリ］［『遊戯する身体』に所収］
19. 「スポーツ美と勝敗あるいは美しいゲームについて」中村敏雄（編）『スポーツ文化論シリーズ②スポーツのルール・技術・記録』創文企画、1993年、11-37頁。
20. 「文化としてのスポーツと感性」『学校体育』第47巻第1号、1994年、24-26頁。
21. “From Art Toward Sport: An Extension of the Aesthetics” Aesthetics, No.6, 1994, pp.113-122.
22. “Rethinking the Relationship between Sport and Art” Sport and Values: Proceedings of the 22nd Annual Conference of the PSSS, 1994, pp.75-85.
23. 「スポーツの＜隠れた次元＞と美意識」『体育の科学』第44巻第11号、1994年、899-902頁。
24. 「スポーツ文化のエコロジー」齋藤稔（編）『芸術文化のエコロジー』勁草書房、1995年、256-270頁。
25. 「芸術と非芸術―魔術的なアートとしてのスポーツ－」齋藤稔教授退官記念論文集編集委員会（編）『諸芸術の共生』溪水社、1995年、403-415頁。
26. 「スポーツ科学論序説（Ⅰ）：序論」『広島大学教育学部紀要』第43号、1995年、135-144頁。［広島大学図書館HP学術情報リポジトリ］
27. 「スポーツ科学論序説（Ⅱ）：イメージの生成－わが国におけるスポーツ科学の誕生－」『広島大学教育学部紀要』第44号、1996年、113-123頁。［広島大学図書館HP学術情報リポジトリ］［『身体教育の思想』に所収］
28. “Popularization of Sports and Japanese Modernism” Proceedings of the 2nd Tsukuba International Workshop on Sport and Education, 1996, pp.101-104.
29. 「知の方法論と映像のちから」『体育の科学』第47巻第4号、1997年、246-251頁。
30. 「スポーツ科学論序説①：序論：科学論の意義」『体育科教育』第46巻第6号、1998年、62-64頁。
31. 「スポーツ科学論序説②：イメージの生成―わが国におけるスポーツ科学の誕生Ⅰ―」『体育科教育』第46巻第8号、1998年、57-59頁。
32. 「スポーツ科学論序説③：イメージの生成－わが国におけるスポーツ科学の誕生Ⅱ－」『体育科教育』第46巻第9号、1998年、51-53頁。
33. 「スポーツ科学論序説④：イメージの生成－わが国におけるスポーツ科学の誕生Ⅲ－」『体育科教育』第46巻第10号、1998年、54-56頁。
34. 「＜認識＞問題と＜教育＞を問うことをめぐるいくつかの疑問」『近代教育フォーラム』第7号、1998年、39-44頁。
35. 「学問と教育のポリティクス：日本体育学会の道程と学校体育」『体育科教育』第46巻第17号、1998年、164-167頁。［『身体教育の思想』に所収］
36. 「科学論から見たスポーツ科学の＜内＞と＜外＞」『体育学研究』第44巻第1号、1999年、42-46頁。［広島大学図書館HP学術情報リポジトリ］
37. 「美と生きる力－身体と教育を結ぶもの－」『体育思想研究』第5号、1999年、55-75頁。［『身体教育の思想』に所収］
38. 「スポーツ科学論序説㉒：科学論の可能性―連載のまとめと展望－」『体育科教育』第48巻第4号、2000年、48-50頁。
39. 「日本の近代化とスポーツ観客の誕生」金田晉（編）『芸術学の100年－日本と世界の間－』勁草書房、2000年、97-117頁。［『身体教育の思想』に所収］
40. 「美学的知の臨界－美学の変容とスポーツ文化論－」近藤英男・稲垣正浩・高橋健夫（編）『新世紀スポーツ文化論』タイムス社、2000年、5-23頁。
41. 「感性・アート・身体－スポーツ美学の現在－」『体育原理研究』第31号、2001年、29-32頁。
42. 「スポーツの変化と身体の変貌」『現代スポーツ評論』第5号、2001年、58-69頁。［『身体教育の思想』に所収］
43. 「オリンピック標語と「日本的感性」をめぐる美学的断章」中村敏雄（編）『オリンピック標語の考察』創文企画、2002年、39-68頁。［『身体教育の思想』に所収］
44. 「スポーツの美学とアート教育」佐藤学・今井康雄（編）『子どもたちの想像力を育む：アート教育の思想と実践』東京大学出版会、2003年、190-207頁。
45. “Memories of Hiroshima and Soccer” Proceedings of The International Symposium on Soccer and Society, Sendai College of Physical Education, 2003.8, pp.85-90. [bildunsreise-reisebildung, Münster: Lit Verlag, 2004, pp.67-71] ［日本語版、『身体教育の思想』に所収］
46. 「文武の思想・東洋的身体論・somaesthetics」『アジアの藝術思想の解明－比較美学的観点からの研究－』（科研成果報告書）、2004年、39-48頁。
47. 「美学とスポーツ」『体育の科学』第54巻第8号、2004年、609-612頁。
48. 「美学の変容の一断面－W.ヴェルシュのスポーツの美学をめぐって―」『美学』第218号、2004年、1-13頁。
49. 「異文化の芸術／芸術の異文化」『戦争・他者・芸術－美意識における異文化理解の可能性－』（科研成果報告書）、2005年、13-25頁。［『身体教育の思想』に所収］
50. 「身体と身－「身体」論の問題性」『「美的なもの」の教育的影響に関する理論的・文化比較的研究』（科研成果報告書）、2005年、97-105頁。［『身体教育の思想』に所収］
51. “Mimesis and Play” Marsal, E. and Dobashi, T. (Eds.) Das Spiel als Kulturtechnik des ethischen Lernens, Münster: Lit Verlag, 2005, pp.33-46. ［日本語版、『身体感性と文化の哲学』に所収］
52. “Eastern Mind-Body Theory and Somaesthetics” Imai, Y. and Wilf, C. (Eds.) Concepts of Aesthetic Education: Japanese and European Perspectives, Münster: Waxmann Verlag, 2007, pp.88-96.
53. 「フィールドと学び－広島というローカリティをグローバル文化で考える－」『学習開発学研究』第2号、2009年、19-27頁。［広島大学図書館HP学術情報リポジトリ］
54. “An Aspect of Undoing Aesthetics: On W.Welsch's Aesthetics of Sport” Aesthetics, No.13, 2009, pp.11-21.
55. 「多面体としてのスポーツ」『現代スポーツ評論』第20号、2009年、68-79頁。
56. “The Politics of Art in Modern Japan: The Fine Arts versus the Martial Arts” Congress Book II Selected Papers (XVIIth International Congress of Aesthetics), 2009, pp.89-96.
57. “Innovations in Aesthetics and the Culture of Sport” 『現代社会におけるスポーツの諸問題と多元的価値に関する研究－スポーツ文化・現代身体論への学際的アプローチ－』（科研報告書）、2009年、47-54頁。
58. 「ヘーゲル哲学とスポーツ論の可能性」『現代社会におけるスポーツの諸問題と多元的価値に関する研究－スポーツ文化・現代身体論への学際的アプローチ－』（科研報告書）、2009年、55-73頁。
59. 「ヘーゲル哲学とスポーツ論の可能性」『思想』第1050号、2011年、50-65頁。（58の論文に加筆したもの）
60. 「スポーツの美学」井上俊・菊幸一（編）『よくわかるスポーツ文化論』ミネルヴァ書房、2012年、122-123頁。
61. “Somaesthetics in Japan as Practicing Pragmatist Aesthetics” Małecki, W. (Ed.) Practicing Pragmatist Aesthetics: Critical Perspectives on the Arts, Amsterdam: Rodopi, 2014, pp.203-215. ［日本語版、『身体感性と文化の哲学』に所収］
62. 「スポーツと美しさ」友添秀則・岡出美則（編）『教養としての体育原理　新版－現代の体育・スポーツを考えるために』大修館書店、2016年、141-143頁。
63. 「スポーツ科学論のゆくえ」『現代スポーツ評論』第34号、2016年、51-62頁。
64. 「ヘーゲル『美学講義』にもとづくスポーツと芸術の結合と離反」『体育の科学』第67巻第3号、2017年、201-205頁。
65. “A Critical Reflection on the Concept of Art and an Innovation of Art Education”『広島大学大学院教育学研究科紀要（第一部）』第66号、2017年、17-24頁。［広島大学図書館HP学術情報リポジトリ］
66. “Archeology of the Art of Body Movement: Learning from Japanese Ko-bujutsu” The Journal of Aesthetic Education, 53(1), 2019, pp.97-105.

### 教育学（体育哲学含む）
1. 「教科「内容学」の図式的展望」『広島大学教育学部紀要』第36号、1987年、201-211頁。［広島大学図書館HP学術情報リポジトリ］
2. 「現代学習論における身体の地平：問題の素描」『広島大学教育学部紀要（第一部）』第46号、1998年、277-285頁。［広島大学図書館HP学術情報リポジトリ］
3. 「身体論と教育－問題の枠組みとひとつのプロレゴメナー」『近代教育フォーラム』第8号、1999年、75-86頁。［『身体教育の思想』に所収］
4. 「表現・技能と学習指導」森敏昭（編）『21世紀を拓く教育の方法・技術』協同出版、2001年、69-86頁。
5. 「現代中国の教育の問題点と「身体教育」の可能性－毛沢東の身体文化論をめぐって―」（共著）『体育原理研究』第32号、2002年、25-30頁。（共著者：劉新華）
6. 「現代中国における体育教員養成制度の問題点－「体育実技」の位置づけをめぐる中日比較を通して－」（共著）『体育原理研究』第32号、2002年、31-38頁。（共著者：林陶）
7. 「ミーメーシスの視点から見た暴力と教育」 “Violence and Education from the Viewpoint of Mimesis”『ポスト･モダン的問題提起のもとでの教育科学の課題に関する日独協力研究：環境、美学、身体と教育科学』（科研成果報告書）、2002年、57-66、183-193頁。［日本語版、『身体感性と文化の哲学』に所収］
8. 「感性教育論のためのエスキス」『広島大学大学院教育学研究科紀要（第一部）』第50号、2002年、9-15頁。［広島大学図書館HP学術情報リポジトリ］［『身体教育の思想』に所収］
9. 「学習論として見た「身体感性論」の意義と可能性－R. Shustermanの所論をめぐって―」『広島大学大学院教育学研究科紀要（第一部）』第51号、2003年、9-15頁。［広島大学図書館HP学術情報リポジトリ］［『身体教育の思想』に所収］
10. 「教育思想における＜学び＞の位置」『学習開発研究』第2号、2003年、71-78頁。
11. 「子どものための英語教育―シュタイナー教育における実践からの示唆－」(共著）『広島大学大学院教育学研究科紀要（第一部）』第54号、2006年、19-28頁。（共著者：Christoph Jaffke、足立望）［広島大学図書館HP学術情報リポジトリ］
12. “Learning as Mimesis: Aspects of Play, Art and Morality” Camhy, D.G. (Ed.) Philosophical Foundations of Innovative Learning, Sankt Augustin: Academia, 2007, pp.124-130.
13. “Ethical Learning and the Problem of Body” Marsal, E., Dobashi, T., Weber, B., and Lund, F.G. (Eds.) Ethische Reflexionskompetenz im Grundschulalter: Konzepte des Philosophierens mit Kindern, Frankfurt am Main: Peter Lang, 2007, pp.193-204.
14. 「教育における身体と知」『大学時報』第56巻（313号）、2007年、70-75頁。
15. 「在社会体育里アート（art）教育的作用」（中国語）『体育学刊（中国・広州）』第14巻第9号、2007年、28-30頁。（日本語は、「社会体育におけるアート教育の役割」華南師範大学における社会体育国際シンポジウムでの口頭発表、2007年）
16. 「東洋的身体論の試み：西洋と東洋の相克」『体育哲学研究』第38号、2008年、105-108頁。
17. 「日本の教員養成の現状と課題－中教審の動きといくつかの事例から－」『グローバル時代における教職教養のモデル構築のための日墺国際比較研究』（科研成果報告書）、2008年、3-13頁。［広島大学図書館HP学術情報リポジトリ］
18. 「教職教養としての教師の感性」『グローバル時代における教職教養のモデル構築のための日墺国際比較研究』（科研成果報告書）、2008年、53-63頁。［広島大学図書館HP学術情報リポジトリ］
19. 「世界肯定の技法としての遊び－一つの教育論－」『世界肯定の論理と技法―臨床哲学と比較思想との統合的国際的研究』（科研成果報告書）、2008年、116-132頁。
20. 「芸道論の基底と教育学的地平：倫理的学びと身体の問題」『藝道思想の現代的意義について－日本的展開を焦点として－』（科研成果報告書）、2008年、14-22頁。
21. 「学習集団の組織化と学びの個別性・協同性」『学校教育』第1093号、2008年、12-17頁。
22. 「異文化理解と教育－オーストラリアにおける事例観察と問題の展望－」『広島大学大学院教育学研究科紀要（第一部）』第57号、2008年、17-26頁。［広島大学図書館HP学術情報リポジトリ］
23. 「主体と身体－何が変容、脱落、透明化したのか―」『近代教育フォーラム』第18号、2009年、15-24頁。
24. 「授業研究の新しい方向性－反省的実践家によるアクション・リサーチと映像活用－」『広島大学大学院教育学研究科紀要（第一部）』第59号、2010年、21-30頁。［広島大学図書館HP学術情報リポジトリ］
25. 「「身体知」研究のための問題の展望」（共著）『体育哲学研究』第41号、2011年、1-10頁。（共著者：王水泉）
26. 「新しい概念としての教育保障－問題提起と展望－」（共著）『広島大学大学院教育学研究科紀要（第一部）』第60号、2011年、21-29頁。（共著者：ブライアン・デンマン）［広島大学図書館HP学術情報リポジトリ］
27. 「教員養成教育のこれからを考える－德永保氏の提言を受けて－」『学習開発学研究』第5号、2012年、61-69頁。［広島大学図書館HP学術情報リポジトリ］
28. 「「美と教育」再論へのコメント－なぜ、あえてシュタイナーなのか－」『近代教育フォーラム』第21号、2012年、81-89頁。
29. “At a crossroads? Comparative and international education research in Asia and the Pacific” Asian Education and Development Studies, vol. 2 Iss: 1, 2013, pp.4-21. (coauthor: Brian Denman)
30. 「武道とダンスを学校教育で教えることにより広がる可能性とは何か」『スポーツ社会学研究』第21巻第1号、2013年、53-67頁。
31. “A Philosophical Reflection on the Disaster and School Education” 『学校教育実践学研究』第19巻、2013年、279-284頁。［広島大学図書館HP学術情報リポジトリ］
32. 「ホモ・アカデミクスと教育学・教育哲学」『近代教育フォーラム』第22号、2013年、45-53頁。
33. “Philosophy for Children in Japan: History and Prospects”（共著）『学習開発学研究』第8号、2015年、59-66頁。(coauthor: Chie Ashida)［広島大学図書館HP学術情報リポジトリ］
34. 「ESDの概念についてのメモランダム」『学習開発学研究』第9号、2016年、3-12頁。［広島大学図書館HP学術情報リポジトリ］
35. 「感性教育論の展開（1）―言葉の教育を考える―」『広島大学大学院教育学研究科紀要（第一部）』第67号、2018年、9-18頁。［広島大学図書館HP学術情報リポジトリ］
36. 「協同学習の理論的基盤としての社会的構成主義についての一考察―特に言語の問題に着目して―」（共著）『学習開発学研究』第11号、2018年、125-134頁。（共著者：須谷弥生）［広島大学図書館HP学術情報リポジトリ］
37. 「感性教育論の展開（2）－感覚・感受性－」『学習開発学研究』第12号、2019年、3-12頁。［広島大学図書館HP学術情報リポジトリ］
38. 「感性教育論の展開（3）－表現－」『広島大学大学院教育学研究科紀要（第一部）』第68号、2019年、11-20頁。［広島大学図書館HP学術情報リポジトリ］
39. “Philosophy for children in Confucian societies: the case of Japan” Lam, C.M. (ed.) Philosophy for Children in Confucian Societies: In Theory and Practice, Abingdon and New York: Routledge, 2020, pp.117-140. (coauthor: Laurance J. Splitter)
40. 「「身体感性論」という新しい哲学プロジェクトと教育」『教育学研究』第87巻第3号、2020年、391-399頁。
41. 「感性教育論の展開（４）―技能―」『広島大学大学院人間社会科学研究科紀要「教育学研究」』第1号、2020年、1-10頁。［広島大学図書館HP学術情報リポジトリ］
42. 「感性教育論の展開（５）―主体性そして全人性―」『学習開発学研究』第13号、2021年、7-16頁。［広島大学図書館HP学術情報リポジトリ］

## 小品（エッセイ、事典項目、翻訳など）

### エッセ・クリティック
1. 「新任教官自己紹介　福山は雪国ですか」福山分校広報委員会（編）『福山分校通信』第46号、1984年、14頁。
2. 「はなむけ百文字集」福山分校広報委員会（編）『福山分校通信』第46号、1984年、9頁。
3. 「スポーツ＝アナグラム」広島大学広報委員会（編）『学内通信』第244号、1985年、34-36頁。［『遊戯する身体』に所収］
4. 「はなむけ百文字」福山分校広報委員会（編）『福山分校通信』第48号、1985年、9頁。
5. 「福山音楽日記」広島大学レクリエーション委員会（編）『不死鳥』第25号、1986年、14-18頁。
6. 「はなむけのことば」福山分校広報委員会（編）『福山分校通信』第50号、1986年、13頁。
7. 「『スポーツの美学』（不昧堂）を出版して－著者自身による解説－」広島大学附属図書館『図書館だより』第14巻第1/2号、1987年、367-368頁。
8. 「読書アンケート」広島大学レクリエーション委員会（編）『不死鳥』第26号、1987年、71-72頁。
9. 「夢の語り手」『広島大学教職員組合』第161号、1987年、2164（12）頁。
10. 「卒業生へのはなむけのことば」福山分校広報委員会（編）『福山分校通信』第52号、1987年、9頁。
11. 「草原情歌」広島大学レクリエーション委員会（編）『不死鳥』第27号、1988年、6-14頁。
12. 「読書アンケート」広島大学レクリエーション委員会（編）『不死鳥』第27号、1988年、96-97頁。
13. 「卒業生へのはなむけのことば」福山分校広報委員会（編）『福山分校通信』第54号、1988年、8頁。
14. 「追体験『地鳴りするアメリカ！』」福山分校広報委員会（編）『福山分校通信』第57号（最終号）、1989年、25-27頁。
15. 「アメリカの外国人」広島大学広報委員会（編）『広大フォーラム』第277号、1989年、33-34頁。［『遊戯する身体』に所収］
16. 「読書アンケート」広島大学レクリエーション委員会（編）『不死鳥』第29号、1990年、86-87頁。
17. 「商売としての野球選手」広島大学レクリエーション委員会（編）『不死鳥』第30号、1991年、9-12頁。［『遊戯する身体』に所収］
18. 「巻頭言　スポーツ芸術の静けさ」『広島芸術学会報』第21号、1992年、1頁。［『遊戯する身体』に所収］
19. 「「専門教育」の二つの意味と教育学部」広島大学広報委員会（編）『広大フォーラム』第298号、1992年、27-28頁。
20. 「パラティーノ伯爵に捧ぐ－ゴヤ、カステルヌオーヴォ＝テデスコ、そして山下－」広島大学レクリエーション委員会（編）『不死鳥』第32号、1993年、14-17頁。［『遊戯する身体』に所収］
21. 「スポーツは闘いでありかつ遊戯である」『レクリエーション』第409号、1994年、6-8頁。
22. 「卒業生・修了生をおくる言葉」広島大学教育学部広報委員会（編）『かがみ通信』第4巻第3号、1994年、22頁。
23. 「伝統と革新　『認知心理学者　教育を語る』を読む」広島大学教育学部広報委員会（編）『かがみ通信』第5巻第1号、1994年、12頁。
24. 「国際スポーツ哲学会（PSSS)レポート」『体育原理研究』第25号、1995年、55-58頁。
25. 「遊戯論と身体論―美学を超えて―」『体育の科学』第45巻第11号、1995年、893-897頁。
26. 「これが私（たち）のです」広島大学レクリエーション委員会（編）『不死鳥』第34号、1995年、94-97頁。
27. 「身体の美学にむけて―ワークショップ「異文化としての舞踊」に参加して思うこと―」『美学における感性・身体・共同体』1996年、235-241頁。
28. 「反健康論としてのスポーツ」（鼎談：三浦雅士×樋口聡×桂英史）TASC（たばこ総合研究センター）『談』編集部（編）『パラドックスとしての身体』河出書房新社、1997年、257-285頁。（共著）
29. 「スポーツを考える―スポーツから見た現代社会―」『体育の科学』第47巻第2号、1997年、99-101頁。
30. 「安全のためのドラマティック・リハーサル」『かがみ通信』第8巻第1号（通号26号）、8頁。
31. 「論点　学校体育の独自性とは何か？「なぜ独自性を問うのか」」『学校体育』第51巻第3号、1998年、42-43頁。［『身体教育の思想』に所収］
32. 「スポーツって何だろう、考えてみよう」中学校体育・スポーツ教育実践講座刊行会（編）『中学校体育・スポーツ教育実践講座』ニチブン、1998年、108-110頁。
33. 「国際スポーツ哲学会報告」『体育原理研究』第28号、2000年、93-99頁。
34. 「編集後記」『学習開発研究』第1号、2000年、139頁。
35. 「身体の二重性とミメーシス―ヴルフ氏への質問」『近代教育フォーラム』第13号、2004年、209-210頁。
36. 「編集後記」『学習開発研究』第3号、2007年、158頁。
37. 「競技スポーツ、その魅力」高橋健夫・落合優・小沢治夫・柳沢和雄・友添秀則（編）『最新　体育・スポーツ理論』大修館書店、2003年、6-9頁。
38. 「体育原理はどのような学問か」友添秀則・岡出美則（編）『教養としての体育原理－現代の体育・スポーツを考えるために－』大修館書店、2005年、8-14頁。
39. 「スポーツにおける大学と地域の連携－その意味を問う－」（共著・分担）『体育哲学研究』第36号、2006年、87-92頁。
40. 「編集後記」『学習開発学研究』第1号、2000年、139頁。
41. 「体育哲学における人間形成概念の（不）可能性と展望」（「体育学的人間形成理論の模索―体育哲学における人間形成概念の検討とその方向性の模索―」（共著）の一部）『体育哲学研究』第37号、2007年、141-144頁。
42. 「街との出会い、人との出会い－オーストリアのグラーツ」『現代スポーツ評論』第18号、2008年、143-147頁。
43. 「＜広島＞と身体文化：ローカリティの哲学の試み」（提案趣旨）『体育哲学研究』第40号、2010年、69-70頁。
44. 「巻頭言　哲学を実践すること」『日本体育学会体育原理専門分科会会報』第14巻第3号、2010年、1-2頁。
45. 「オーストリアの教育事情」『学校教育』第1134号、2012年、70-73頁。
46. 「身体知研究の現在―身体教育の可能性を探る―（日本体育学会第63回大会専門領域シンポジウムB報告）」『体育哲学研究』第43号、2013年、73-82頁（樋口執筆部分79-82頁、他の著者：釜崎太、田中彰吾、生田久美子）
47. 「スポーツ科学のすすめ」『現代高等保健体育　教授用参考資料』大修館書店、2013年、487-488頁。
48. 「巻頭言「身体知」は体育をどう変えるか？」『体育科教育』第61巻第9号、2013年、9頁。
49. 「巻頭言　絶望の淵から這い上がって」『日本体育学会体育哲学専門領域会報』第19巻第4号、2016年、1-2頁。
50. 「ゲームの倫理学」友添秀則（編）『よくわかるスポーツ倫理学』ミネルヴァ書房、2017年、78-91頁。
51. 「巻頭言　アートの力に励まされて」『広島芸術学会会報』第144号、2017年、1頁。
52. 「道（Way）」『広大　　通信』増刊号、2021年3月。

※「樋口聡 研究室」のホームページに掲載の「トピック」
2008年6月12日／6月18日／9月8日／12月20日
2009年7月30日
2010年4月12日
2011年2月13日／2月18日／3月6日／3月26日／4月18日／5月4日／7月3日／7月14日／8月13日／10月11日／11月9日
2012年3月24日／5月9日／9月28日
2013年6月17日／6月28日／11月2日
このホームページは、2021年3月31日に閉じられた。
※このほか、学生の卒業アルバムなどに寄せた小文があるが、掌握できていない。

### 新聞
1. 「スポーツ美学①美さまざま」「②採点競技」「③演戯者としてのファン」「④ファッション」「⑤スポーツ気分」「⑥いやな体格」「⑦スポーツ芸術」「⑧美を生み出す仕掛け」『中國新聞朝刊』（1990年10月8～17日）の「緑地帯」。
2. 「「体育」と「スポーツ」、明確な区別が必要」『読売新聞』（1991年10月6日付朝刊の「論点」）

### 事典項目
1. 「バイアスロン」、「バドミントン」、「ハンググライダー」、「フィギュアスケート」、「フィッシング」、「ボウリング」、「ボクシング」、「ボート」、「ローラースケート」梅棹忠夫・江上波夫（監修）『世界歴史大辞典』教育出版センター、1985年、25、48、190、236、237、307-308、317、361-362、372頁。
2. 「遊び」「学習する身体」「技術と技能」「競争」「健康」「スポーツ美」「スポーツ文化」松岡重信（編）『重要用語300の基礎知識11：保健体育科・スポーツ教育』明治図書、1999年、15、21、24、26、31、49、50頁。
3. ＜遊び＞「ゲーム」「遊戯」（14-15頁）、＜心身関係論＞「心身一元論」「心身一如」「心身関係論」「心身二元論」「身体図式」（400-401頁）、＜身体＞「からだ」「身体的可塑性」「身体論」「肉体」（403-404頁）、＜スポーツ学＞「スポーツ科学」（458頁）、＜スポーツ美学＞「機能美」「身体美」「スポーツ美」「肉体美」（501-502頁）、＜体育学＞「科学」「学問」「体育科学」（574-575頁）日本体育学会（監修）『最新スポーツ科学大事典』平凡社、2006年。
4. 「体育」日本比較教育学会（編）『比較教育学事典』東信堂、2012年、256頁。
5. 「スポーツと美」中村敏雄・高橋建夫・寒川恒夫・友添秀則（編）『21世紀スポーツ大事典』大修館書店、2015年、840-845頁。
6. 「身体美学―感性における身体の役割とは」（36-37頁）「スポーツ―美的カウンターカルチャー」（578-579頁）美学会（編）『美学の事典』丸善出版、2020年。
7. 「フロネーシス」（86-87頁）教育哲学会（編）『教育哲学事典』丸善出版、2023年。

### 翻訳
1. 「R.E.Elliott：美学とスポーツ（翻訳・解説）」『体育・スポーツ哲学研究』第2巻、1980年、84-100頁。
2. 「Frans de Wachter：遊戯ルールと倫理的問題性（翻訳・解説）」『体育・スポーツ哲学研究』第6・7巻、1985年、51-55頁。
3. 「Gunter Gebauer：歴史人間学とは何か？（翻訳・解説）」」『学習開発研究』第1号、2000年、125-135頁。［『身体感性と文化の哲学』に所収］
4. 「Gunter Gebauer：＜手＞の世界制作について（翻訳・解説）」」『藝術研究』第13号、2000年、83-95頁。［広島大学図書館HP学術情報リポジトリ］［『身体感性と文化の哲学』に所収］
5. 「教育思想研究におけるミーメーシス概念の可能性（Gunter Gebauer「教育におけるミーメーシス概念－ミーメーシスとは基本的に何なのか－」の翻訳を含む）」『近代教育フォーラム』第9号、2000年、157-164頁。［翻訳の部分、『身体感性と文化の哲学』に所収］
6. 「Richard Shusterman：美学的問題としての「娯楽」（翻訳・解説）」『第53回美学会全国大会当番校企画報告書』2003年、249-269頁。［『身体感性と文化の哲学』に所収］
7. 「Jürgen Oelkers：「いきいきした子ども」はどのようにして教育理論に取り込まれたか？（共訳・解説）」『学習開発学研究』第1号、2007年、3-18.頁。［広島大学図書館HP学術情報リポジトリ］
8. 「Karel van der Leeuw：子どものための哲学をめぐる諸問題（翻訳・解説）」『学習開発学研究』第1号、2007年、19-27頁。［広島大学図書館HP学術情報リポジトリ］
9. 「Jürgen Oelkers：スイスにおける学校改革（翻訳・解説）」『学習開発学研究』第1号、2007年、133-142頁。［広島大学図書館HP学術情報リポジトリ］
10. 「Karel van der Leeuw：子どものための哲学：歴史・概念・方法（翻訳・解説）」『学習開発学研究』第1号、2007年、143-149頁。［広島大学図書館HP学術情報リポジトリ］
11. 「Gunter Gebauer：ニーチェ、フーコー、そしてスポーツにおける英雄主義（翻訳・解説）」『体育哲学研究』第38号、2008年、127-134頁。［『身体感性と文化の哲学』に所収］
12. 「Philipp Gonon：スイスならびにヨーロッパにおける職業教育改革の動向（共訳）」『学習開発学研究』第2号、2009年、29-38頁。［広島大学図書館HP学術情報リポジトリ］
13. 「David Turner：教育理解のための基本原理－教育の理論と実践の関わりの視点から－（翻訳・解説）」『学習開発学研究』第3号、2010年、29-36頁。［広島大学図書館HP学術情報リポジトリ］
14. 「David Turner：教育学とスポーツの哲学（翻訳・訳者付記）」『体育哲学研究』第40号、2010年、83-87頁。
15. 「David Turner：イギリスにおける教員養成－問題の背景と現状－（翻訳・解説）」『学習開発学研究』第4号、2011年、75-82頁。［広島大学図書館HP学術情報リポジトリ］
16. 「Richard Shusterman：身体意識と行為－身体感性論の東西－（翻訳・訳者解題）」『思想』第1060号、2012年、95-120頁。
17. 「Dorothée Legrand: 身体的主体としての人間とは誰のことなのか（翻訳・訳者附記）」『学習開発学研究』第8号、2015.年、245-254頁。［広島大学図書館HP学術情報リポジトリ］

### 書評
1. 「書評：佐藤臣彦著『身体教育を哲学する－体育哲学叙説－』」『週刊読書人』第2000号、1993年、2頁。
2. 「BOOK REVIEW：佐藤臣彦著『身体教育を哲学する－体育哲学叙説－』」『体育の科学』第43巻第10号、1993年、863頁。
3. 「書評：西村秀樹著『スポーツにおける抑制の美学－静かなる強さと深さ』」『スポーツ社会学研究』第18巻第1号、2010年、102-105頁。
4. 「書評：権藤敦子『高野辰之と唱歌の時代―日本の音楽文化と教育の接点をもとめて―』東京堂出版、2015年」『学習開発学研究』第10号、2017年、165-168頁。［広島大学図書館HP学術情報リポジトリ］

### その他
取材を受けての記事・テレビ番組など
1. 「美　再評価の波　社会・人文科学分野で　教育やスポーツにも」『朝日新聞』（2006年1月29日朝刊）。
2. 「耕論　＜フィギュア愛の理由＞　氷上の華宝塚と違う魅力」『朝日新聞』（2016年12月20日朝刊）。
3. 「圧倒的な幸福感で魅了した」『アエラ増刊　浅田真央すべてを抱きしめたい』（2017/5/10号）、90頁。
4. 「勝利の条件　スポーツ・イノベーション　体操」（NHKBS1、2020年8月31日20：00～放送）。